# Довгопільський окіл
Довгопільський окіл (рум. Ocolul liber Câmpulung) — адміністративна одиниця (XIV-XVIII) Молдовського князівства.
Інші назви: Довгопільський вільний окіл, Русько-Кимполунгський окіл, Русько-Кимполунгська округа.

## Етимологія
Термін «окіл» слов'янського походження. Означає — округа. У слов'яно-молдовських документах — «вільна волость».

## Географічне положення
Довгопільський окіл знаходився у північно-західній частині Молдовського князівства у межах східних Карпатах, на півдні історико-етнографічної землі гуцульщини. Окіл простягався з півночі (витоки річки Черемош) на південь (від витоків Молдови та Бистриці до приблизно її середньої течії). 

На заході Довгопільський окіл через Карпати межував з Семигородом. На північному заході з Покуттям. На сході з Чернівецькою та Сучавською землями. На півдні з Нямцською землею.

## Історичні передумови
В кінці ХІІ ст. на півдні Галицько-Волинської держави почало формуватись територіальне утворення — Шипинська земля. Після монголо-татарської навали на Русь зв'язки з галицько-волинськими землями ослабли, й Шипинська земля фактично стала самостійним утворенням під зверхністю Золотої Орди. Із занепадом останньої, на південних околицях зародилося нове державне утворення — Молдовське воєводство. Шипинська земля стала причиною запеклих суперечок і конфліктів Польського королівства, Угорського королівства та молодої Молдовської держави.

З огляду на обіцяну автономію та державний статус православної віри у Молдові, Шипинська земля в 1367 році фактично увійшла до складу Молдовської держави.

## Організація околу
Територіально Довгопільський окіл входив до складу Чернівецької землі. Водночас, адміністративно чернівецькому старості не підкорявся, і мав власне самоврядування. Навіть молдавський Господар не особливо втручався в управління цієї гірської території. Все обмежувалось сплатою визначених розмірів данини.
Адміністративним центром околу було на той час селище Кимпулунг.
На чолі околу був Довгопільський староста.
Всі населені пункти мали своїх старостів. Існували «ради старших і добрих людей». Багато питань вирішувалось за руською традицією на вічах.

## Населення
Населення краю складалось з русинів-гуцулів та волохів. Близько десяти відсотків припадало на поляків.
На території околу практично не було бояр. Всі селяни були вільними.

## Характерні риси молдавського періоду
На відміну від Чернівецької та Хотинської земель Довгопільський окіл (колишня Хмелівська волость) зберіг автономний статус і після реформи 1457-го року.
Через географічні особливості й важкодоступність, цей регіон оминули значні потрясіння, які були характерні для Чернівецької та Хотинської земель.
Водночас і загальний розвиток цієї території потребував покращення.
Якщо та сама Чернівецька земля на момент приєднання до Габсбурзької монархії перебувала в важкому стані, то Довгопільський окіл був хоч і вільним, проте майже «диким» краєм.
1774-го року Довгопільський окіл разом з Чернівецькою та Сучавською землями був анексований Габсбургами.
Протягом свого перебування у складі Молдовського князівства цей гірський край досить часто ставав прихистком і для опришків і для гайдуків. Залишався він непокірним та найбільш волелюбним і в «австрійські часи».